# Grad Zuylen
Grad Zuylen (nizozemsko Slot Zuylen) je grad viteški plemiški dvor, ki stoji v vasi Oud-Zuilen v bližini mesta Utrecht. Gledano iz Utrechta se nahaja na začetku regije Vecht.

## Zgodovina
V prvi polovici 13. stoletja natančneje 1247 je na mestu sedanjega gradu gospod Gijsbert  Suilenski in Anholtski zgradil bivalno-obrambni grad v obliki stolpa.
V 14. stoletju so utrdbo razširili z viteško dvorano. Družina Zuylenskih se je sicer razdelila na različne veje: družina Zuylenskih je ostala gospodar na gradu do 14. stoletja. Rodbina Zuylenskih, ki je imela v začetku 14. stoletja v lasti tudi grad Anholt tik ob meji v Nemčiji, je po moški liniji izumrla leta 1380 s smrtjo Friderika Zuylenskegaa. Njegova sestra Alienora je podedovala posest v Knezoškofiji Utrecht (t.i. Stichtu), medtem ko je druga sestra, imenovana Elborch, podedovala Anholt. Alienora se je leta 1372 poročila z zelandskim plemičem Borselenom, s čimer je posest Zuylena prinesla družini Borselen.
Leta 1422 je Frank Borsselejski po ženini smrti dokončno podedoval ta grad. Leta 1430 se je na skrivaj poročil z grofico Jacobo Bavarsko, ki jo je njen stric Filip Burgundski poskušal razlastiti in jo dal v svoje skrbništvo ter pripor pod nadzornikom Frankom Borselenom. Nema priča o kratkem obdobju brez večjih težav, ki sta ga Jakoba in Frank preživela skupaj na gradu Zuylen, je murva na grajskem vrtu.
Istega leta so grad zavzeli prebivalci Utrechta oziroma Utrechtska frakcija trnkov med vojnami trnkov in trsk in ga temeljito uničili. Ruševine so ostale skoraj sto let. Ko pa je Viljem  Rennenberški prek poroke postal lastnik Zuylena, se je odločil grad obnoviti. Leta 1665 je z dediščino prišel v last Hendrika Jacoba Tuylla van Serooskerkena. Serooskerkeni so bili naseljeni na gradu skoraj tri stoletja.
Najbolj znana članica te družine je bila verjetno nadarjena dama Isabelle Agneta Elisabeth Tuyll van Serooskerken, rojena leta 1740 in bolj znana kot pisateljica Belle van Zuylen. Rodila se je in odraščala na Nizozemkem, vendar je pisala izključno v francoščini in pod imenom Madame de Charrière.
Zadnji prebivalec hiše je bil Frederik Christiaan Constantijn van Tuyll van Serooskerken, ki je leta 1951 hišo postavil v temelje.
Grad v sedanji obliki je iz 18. stoletja. Takratni lastnik Tuyll van Serooskerke je Jacobu Marotu naročil, naj stari, propadli in precej nepravilni grad spremeni v veličastno podeželsko posest. Vhod so prestavili in za lepši izgled novega vhoda so zasuli del jarka. Vrt na severni strani gradu je bil obdan z zidom, ki je edinstven na Nizozemskem, tako imenovani kačji zid. Sončna toplota ostaja v nišah, kar omogoča gojenje vseh vrst eksotičnih pridelkov in sadja.
Nekatere Belleine sobe je še vedno mogoče obiskati v gradu Zuylen, ki zdaj služi kot muzej. Poleg tega pritegne pozornost Gobleninska dvorana s čudovitimi tapiserijami iz začetka 18. stoletja v tem gradu.

## Galerija
- Grad Zuylen s stolpom in kačjim obzidjem
- Drsalci pred gradom Zuylen, slika Abela Grimmerja iz leta 1600
- Grad Zuylen od strani glavnega vhoda z dvoriščem
- Vhodna vrata
- Pogled na grad od spredaj